# Першино (Раменский район)
Пе́ршино — деревня в Раменском муниципальном районе Московской области. Входит в состав сельского поселения Ульянинское. Население — 61 чел. (2010).

## Название
Название связано с Перша, производной формой от календарного личного имени Порфирий.

## География
Деревня Першино расположена в южной части Раменского района, примерно в 25 км к югу от города Раменское. Высота над уровнем моря 131 м. Рядом с деревней протекает река Ольховка. В деревне 4 улицы — Берёзовая, Лесная, Речная, Садовая; приписано 4 СНТ, 4 ДНП и одна территория. Ближайший населённый пункт — село Ульянино.

## История
В 1926 году деревня являлась центром Першинского сельсовета Ульяновской волости Бронницкого уезда Московской губернии.
С 1929 года — населённый пункт в составе Бронницкого района Коломенского округа Московской области. 3 июня 1959 года Бронницкий район был упразднён, деревня передана в Люберецкий район. С 1960 года в составе Раменского района.
До муниципальной реформы 2006 года деревня входила в состав Ульянинского сельского округа Раменского района.

## Население
| 1926 | 2002 | 2010 |
| ---- | ---- | ---- |
| 134  | ↘27  | ↗61  |

В 1926 году в деревне проживало 134 человека (67 мужчин, 67 женщин), насчитывалось 26 хозяйств, из которых 25 было крестьянских. По переписи 2002 года — 27 человек (12 мужчин, 15 женщин).